# 奧梅利尼克 (波爾塔瓦州)
49°12′32″N 33°32′35″E / 49.20889°N 33.54306°E
奧梅利尼克（羅馬化：Omelnyk）是烏克蘭中部波爾塔瓦州克雷门丘克区奥梅利尼克市镇内的村落及其行政中心。處於普肖爾河右岸，始建於1634年，海拔高度68米，2001年人口1,811。